# 堆花小檗
堆花小檗（学名：Berberis aggregata）是小檗科小檗属的植物，是中国的特有植物。分布在中国大陆的湖北、青海、山西、四川、甘肃等地，生长于海拔1,000米至3,500米的地区，一般生于山谷灌丛中、河滩、山坡路旁、林中及林缘灌丛中，目前尚未由人工引种栽培。

## 异名
- Berberis aggregata Schneid. var. integrefolia Ahrendt